# إيرما سيرماي
إيرما سيرماي (24 ديسمبر 1867 - 6 مايو 1958) كانت ناشطة سلمية مجرية وناشطة في مجال حقوق المرأة. وأحد الأعضاء المؤسسين للرابطة النسوية، وترأست لجنة حماية الأم والطفل منذ عام 1907. وعملت في اللجنة الصحفية من عام 1906 حتى عام 1913 وترأست المترجمين الفوريين الذين جرى تنظيمهم لتسيير المؤتمر السابع للتحالف الدولي لحقوق المرأة (أي دبليو إس إيه) الذي عقد في بودابست عام 1913. وعملت أيضًا كنائبة لمجلس القُصر تحت رعاية الدولة وزارت الميتم ومستشفى الولادة لمساعدة المرضى في الخدمات اللازمة. وانضمت إلى الرابطة النسائية الدولية للسلام والحرية (دبليو أي إل بّي إف) عندما جرى تشكيل المنظمة في عام 1915. بالإضافة إلى عملها في المجر حضرت سيرماي العديد من المؤتمرات الدولية للتحالف الدولي لحقوق المرأة والرابطة النسائية الدولية للسلام والحرية وعملت في اللجان الدولية التي تتعامل مع جنسية المرأة والأمهات العازبات. ومنذ عام 1925 شاركت في رئاسة الرابطة النسوية لكنها استقالت في عام 1927 عندما توفيت ابنتها. وعادت لتشارك في رئاسة المنظمة في الثلاثينيات من القرن العشرين. وجرى حظر المنظمة خلال الحرب العالمية الثانية ثم أعيد إحياؤها من قبل سيرماي في عام 1946. وأجبرتها الحكومة على حلها مرة أخرى في عام 1949، لكنها استمرت في العمل سرًا برئاسة سيرماي حتى وفاتها في عام 1958.

## حياتها المبكرة وتعليمها
ولدت إيرما راينيت في 24 ديسمبر عام 1867 في بودابست في مملكة المجر، لعائلة يهودية ووالداها هما بولين (لقبها قبل الزواج براغر) والدكتور جوزيف راينيت. تزوجت بأوسكار سيرماي (1858-1943)، وهو مدير مصفاة النفط في فيميه. وأنجبا ولدين هما جوزيف (1891-1971) وأوليفر سيرماي (1899-1972)، وابنة واحدة هي جوليا (توفيت عام 1927).

## نشاطها
تأسست الرابطة النسوية عام 1904 كتابع للمجلس الدولي للمرأة (أي سي دبليو)، وانضمت سيرماي إلى المنظمة بعد وقت قصير من تأسيسها، وفي عام 1907 أصبحت رئيسة للجنة حماية الأم والطفل. وحتى بداية القرن العشرين لم تكن هناك منظمة رسمية تدير دور الأيتام أو تعيل اللقطاء في البلاد، وجرى توفير الرعاية من قبل الجمعيات الخاصة. وصدر أول تشريع لحماية الطفل في المجر عام 1901، والذي ينص على أن الدولة يجب أن تعتني بالأطفال القصر. وفي عام 1903 جرى تعيين أول مدير لمأوى أطفال تابع للدولة، وتأسست دار للأيتام بقيادة الحكومة في بودابست. وبدأ البناء في عام 1905 وافتتح المرفق في عام 1906. وعملت سيرماي كنائب لمجلس القصر تحت رعاية الدولة وزارت دار الأيتام ومستشفى الولادة بانتظام. وكان عملها في لجنة حماية الأم والطفل منسجمًا مع عمل مجلسها، حيث احتفظت اللجنة بسجلات مفصلة عن المرضى الذين زاروهم. بالإضافة إلى تقديم المشورة للأمهات الجدد وتدريب الممرضات، قدمت اللجنة خدمات مثل الاستشارة القانونية والتوظيف ورواتب الرعاية النهارية والحضانة والإسكان قصير الأمد للنساء النازحات.
في البداية لم تكن الرابطة النسوية مهتمة بحق المرأة في التصويت. وفي كل من الاجتماعات السنوية 1907 و1908 رفض إنشاء لجنة للاقتراع. وقدمت روزيكا شويمر محاضرة حول ضرورة تصويت النساء، وجرت الموافقة على لجنة الاقتراع المتحالفة مع التحالف الدولي لحقوق المرأة في اجتماع عام 1909.وعملت كل من سيرماي والسيدة ألكسندر سيغفاري على إعداد التقارير للجنة الاقتراع. وعملت سيرماي أيضًا في اللجنة الصحفية من عام 1906 حتى عام 1913. وانعقد المؤتمر السابع للتحالف الدولي لحق المرأة في التصويت في بودابست عام 1913. وكانت سيرماي أحد أعضاء اللجنة التنفيذية التي نظمت المؤتمر وكانت رئيسة المترجمين الفوريين. وأرسلت خطاب دعم إلى المؤتمر الافتتاحي للنساء في لاهاي في عام 1915، موضحة أن عملها في دور الولادة أجبرها على عدم الحضور. وأدرجها المندوبون المجريون الذين حضروا من بين الأعضاء المؤسسين للجنة المسالمة المجرية التي أصبحت تابعة للرابطة النسائية الدولية للسلام والحرية.